# Herman De Croo
Herman Francies Joseph De Croo (Brakel, 12 agosto 1937) è un politico belga, membro dei Liberali e Democratici Fiamminghi (Open Vld). È padre di Alexander De Croo, presidente dell'Open VLD e primo ministro belga dal 2020. È stato rieletto deputato fiammingo nel 2019 ed è stato sindaco di Brakel fino al 2012, quando è stato sostituito da suo figlio.
Ministro di Stato a partire dal 3 giugno 1998 e presidente della Camera dei rappresentanti dal 1º luglio 1999 al 11 luglio 2007. Durante la crisi politica dell'estate 2007, è stato uno dei ministri di Stato consultati ufficialmente dal re Alberto II al Castello del Belvédère per trovare una via di uscita dalla crisi. Molto vicino alla famiglia reale belga, ha presieduto la Fondazione cardiologica Principessa Liliane e difende regolarmente la monarchia nei dibattiti.

## Studi e carriera

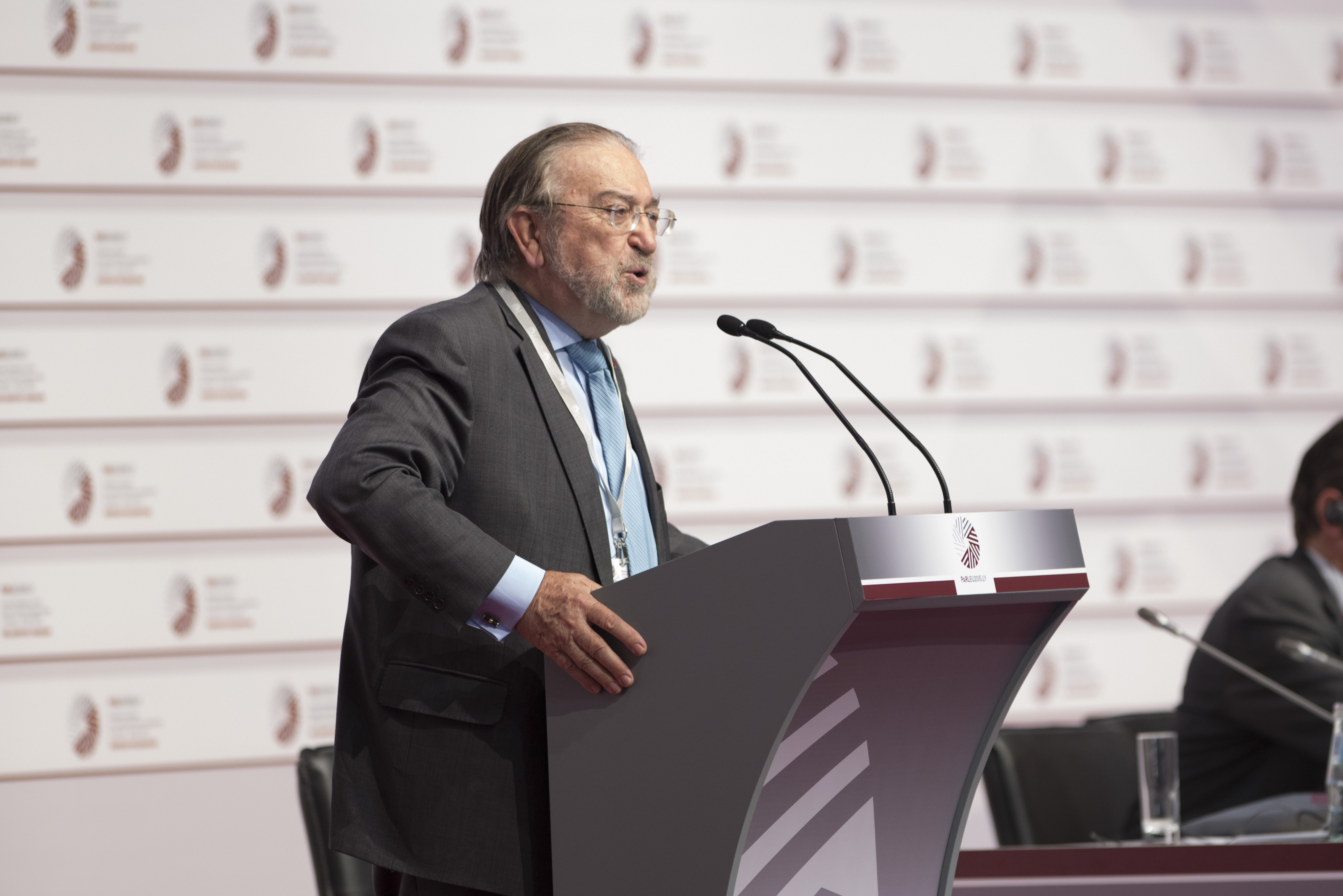
De Croo alla Sessione plenaria della LIII COSAC - 2 giugno 2015

Dopo la formazione presso i Gesuiti a Mons, conseguì il dottorato in giurisprudenza all'Université libre de Bruxelles (ULB) nel 1961; con una borsa di studio, studiò all'Università di Chicago negli Stati Uniti dal 1961 al 1962.
Dal luglio 1999 al luglio 2007 De Croo fu il presidente della Camera dei rappresentanti, la camera bassa del Parlamento federale del Belgio. Successivamente è diventato sindaco di Brakel.
De Croo fu eletto per la prima volta alla Camera dei rappresentanti nel 1968 per il PVV-PLP; da allora è stato ministro dei trasporti e del commercio estero in vari governi: è stato ministro dei trasporti, delle poste, dei telegrafi e telefoni e delle pensioni e ministro dell'educazione nazionale.
Ha esercitato l'attività di docente universitario di Diritto comune presso la Vrije Universiteit Brussel.

## Vita privata
Herman De Croo è sposato con l'avvocato Françoise Desguin e ha due figli. Vive a Michelbeke, un distretto di Brakel. Anche suo figlio, Alexander De Croo, divenne attivo all'interno dell'Open Vld e divenne ministro e presidente del partito. Nel 2009, De Croo è stato curato per un tumore iniziale nella corda vocale destra. La malattia sembrò non essersi diffusa e fu dichiarato guarito nell'ottobre di quell'anno
Anche sua figlia Ariane si è imbarcata in politica, all'interno dell'Open VLD nella regione di Bruxelles, dove vive dopo aver sposato un francofono.

## Citazioni
- Se l'elettore lo vuole, rimarrò un membro del Parlamento fino alla morte. Quindi mi trasferisco al Senato. (De Croo all'età di 40 anni come deputato al Parlamento il 31 marzo 2008)
- De Croo è noto per il suo uso inventivo del linguaggio e inventore di neologismi, che si chiama "decrooismi".